# Pałac Marii Przeździeckiej w Warszawie
Pałac Marii Przeździeckiej – obiekt reprezentacyjno-mieszkalny znajdujący się przy ul. Foksal 10 w Warszawie. 
Zbudowany ok. 1890 roku dla hr. Marii z Czapskich Przeździeckiej, która od 1925 roku wynajmowała go poselstwu Japonii. W 1935 roku hrabina podarowała pałac wnuczce Jadwidze z ks. Świętopełk-Czetwertyńskich hr. Grocholskiej, która w 1936 roku sprzedała go za 600 000 zł rządowi Japonii, który go dalej zajmował, od 1937 roku podnosząc statut dotychczasowego poselstwa do rangi ambasady. We wrześniu 1939 roku pałac spłonął, zaś w latach 50. odbudowano go na potrzeby przyszłego Domu Kultury Radzieckiej (1962−2004).